# Valdas Adamkus
Valdas Adamkus (Kaunas 3. studenog 1926.) je bivši predsjednik Litve. Obnašao je dužnost predsjednika u dva mandata od 1998. do 2003. i od 2004. do 2009. godine.

## Životopis
Valdas Adamkus rođen je 1926. godine u rimokatoličkoj obitelji u Kaunasu. Njegov otac bio je jedan od prvih zapovjednika zračnih snaga Litve. Kao mladić, Adamkus se pridružio organizaciji protiv prve sovjetske okupacije Litve 1940. Tijekom Drugog svjetskog rata, njegova obitelj je pobjegla iz Litve kako bi se izbjegla drugu sovjetsku okupaciju 1944. Pohađao je sveučilište u Münchenu u Njemačkoj prije nego što emigrirao u SAD-u 1949. Tečno govori pet jezika litavski, poljski, engleski, ruski i njemački,  služio je kao viši dočasnik 1950. godine. U mladosti je trenirao atletiku, te je postavio nacionalni rekord na 100 metara. Godine 1951. oženio je Almu Nutautaitu, s kojom nema djece.
Nakon dolaska u Chicago, kao prognanik radi u tvornici automobila, a kasnije kao crtač. Diplomirao je kao inženjer na Illinois Institute of Technology 1961. godine. Dok je bio student, Adamkus je zajedno s ostalim Litavskim Amerikancima prikupio oko 40.000 potpisa za peticiju da se Vlada Sjedinjenih Američkih Država umiješa protiv deportacije Litavaca u Sibir od strane Sovjeta.

## Vanjske poveznice
- Službene stranice predsjednika Litve  Arhivirana inačica izvorne stranice od 21. ožujka 2009. (Wayback Machine)